# Open Source Initiative
Het Open Source Initiative (OSI) is een organisatie ter promotie van opensourcesoftware. 
De organisatie werd in 1998 opgericht door Bruce Perens en Eric S. Raymond, mede als reactie op de aankondiging van het bedrijf Netscape om de broncode van haar webbrowser te publiceren.
De belangrijkste taak van OSI is het certificeren van softwarelicenties als "OSI certified open source" wanneer zij voldoen aan de Open Source Definition.